# أليي (إقليم فرنسي)
أليي (بالفرنسية: Allier) هو إقليم فرنسي يقع في منطقة أوفرن-رون ألب في فرنسا، ومركز محافظته هو مدينة مولان. أعطاه كل من المعهد الوطني للإحصاء والدراسات الاقتصادية ومؤسسة لا بوست كود الترقيم البريدي 03.

## التسمية
يأتي اسم الإقليم من أحد الأنهار التي تعبره وهو نهر الأليي.

باللغة القسطانية يسمى الألييه بعبارة ألار  (Alèir) وباللاتينية بعبارة إلافار  (Elaver).

## تسمية السكان
لا توجد تسمية رسمية تقليدية للسكان في هذا الإقليم. ولكن يوجد عدة أسماء يتم تداولها ويكنى بها القاطنون في الأليي وهم:
- ألييران (Alliérins)، إلافيران (Elavérins)، بوربوناز أو بوربونيون (Bourbonnais)... أو بطريقة أسهل سكان الأليي.

## التاريخ
تم تعمير هذه المنطقة منذ القرن العاشر أين سكنها السيد أيمار دو بوربون. وفي 1327، الملك شارل الرابع ينشأ في هذه المنطقة دوقية بوربون. وفي 1531، الملك فرانسوا الأول يضم دوقية بوربون إلى المجال الملكي الفرنسي. ثم في 1790، وبعد الثورة الفرنسية، تم تأسيس إقليم الأليي الموجود إلى الآن، وكان ذلك بالضبط في 4 مارس 1970.

في 1940 وفي بداية الحرب العالمية الثانية، وبعد احتلال فرنسا من قبل ألمانيا، أسس الماريشال فيليب بيتان أنذاك نظام فرنسا الفيشية في مدينة فيشي الواقعة في الإقليم، والتي أصبحت عاصمة لفرنسا حتى سنة 1944.

## الجغرافيا
يتكون إقليم الأليي أساسا من أراضي مقاطعة بوربونيي القديمة. يقع الإقليم في منطقة أوفرن. إقليم الأليي محاط من أقاليم عديدة وهي الشار، نيافر، سون ولوار، اللوار، بوي دي دوم، كروز.

المدن الرئيسية: مولان (مركز المحافظة)، مونليصون، فيشي، غانا، سان بورسان سور سيول، إزور، بوربون لارشامبو، نيري ليه بان، كومونتري، كوسيه، سانت يور، لاباليس.

يحتوي الإقليم أيضا على ثلاث مدن بها حمامات المياه الإستشفائية وهم فيشي، بوربون لارشامبو، نيري ليه بان.

تبلغ مساحة الأليي 787 737 هكتار أو 340 7 كم مربع أي ما يوازي 1.3% من المساحة الجملية لفرنسا.

يحتوي إقليم الأليي على عدة أنهار: الأليي، اللوار، الشار، باسبر، سيول.

### المناخ
يقع إقليم الأليي في وسط فرنسا لذا يعتبر ملتقى عدة مناخات. لانفتاحها عن الجهة الأطلسية، يعتبر مناخ الإقليم ناعم ورطب، تغلب عليه رياح الغرب التي تختلف قوتها حسب ارتفاع الأرض التي تترواح بين 300 و1200 متر.

بالنسبة للأمطار: مونلصون (694 مم)، مولان (763 مم)، فيشي (778 مم)، لاباليس (791 مم).

يوجد محطة جوية في مدينة فيشي.

## السكان

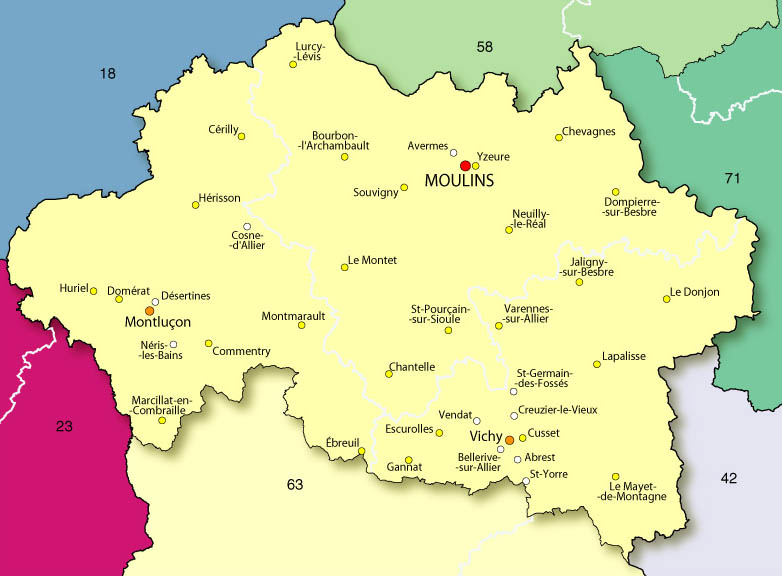
خارطة الإقليم مع أهم المدن

سنة 1997، قدر عدد سكان الأليي 100 357 ساكن أي 50 ساكن في الكيلومتر المربع. يمكن تسمية سكان هذا الإقليم ألييران أو إلافيران. منذ الثمانينات يعاني الإقليم من نمو عدد الشيوخ. 

في سنة 2009، بلغ عدد السكان 309 343 ساكن.

يحتوي الأليي ثلاث مدن رئيسية كبيرة: فيشي، مولان، مونليصون.

توجد نسبة ليست بالقليلة من المهاجرين خاصة من بلدان المغرب العربي (الجزائر، تونس، المغرب) إضافة إلي العديد من الجنسيات الأوروبية الأخرى.

## السياسة والإدارة
في 27 أغسطس 2012 تم تعيين بنوا بروكار كمحافظ على الإقليم.

يمثل الإقليم عضوين في مجلس الشيوخ الفرنسي وهما:
- جيرارد ديريو: منذ 1998 (ولايتين في 1998 و2008) عن الاتحاد من أجل حركة شعبية.
- ميرايل شورش: منذ 2008 عن الحزب الشيوعي الفرنسي.

بينما يملك الإقليم ثلاثة نواب في الجمعية الوطنية الفرنسية وهم:
- غي شامبوفور: منذ 2007 (ولايتين 2007 و2012) عن الحزب الاشتراكي.
- برنار ليسترلان: منذ 2007 (ولايتين 2007 و2012) عن الحزب الاشتراكي.
- جيرار شاراس: منذ 1997 (أربع ولايات 1997 و2002 و2007 و2012) عن حزب اليسار الراديكالي.

يتكون مجلس أليي العام من 35 مستشار عام ويترأسه اليساري جون بول دوفرانيي ويتكون من:
- الأغلبية من اليسار: 18 مستشار.
- الأقلية من اليمين: 17 مستشار.

يتكون الأليي من 320 بلدية.

## الاقتصاد والسياحة
الصناعات الأكثر انتشارا في الإقليم هي الصناعات الغذائية وكذلك السياحة وخاصة السياحة الاستشفائية وأيضا المنتوجات الإستشفائية والطبية.

تعتبر مدينة فيشي محطة دولية إستشفائية طبية بعشرات الأنواع من المياه.

يوجد في الإقليم أكثر من 500 قصر وكذلك عشرات الكنائس ذات العمارة الرومانسكية. وفيه أيضا المنتجع الترفيهي لو بال.

المدن الثلاثة الكبيرة هي مونليصون، مولان، وفيشي.

يوجد في مدينة فيشي مركز دولي لتعليم اللغات العالمية وخاصة اللغة الفرنسية واسمه كافيلام وتأتيه البعثات من عشرات الدول في العالم.

تنتج مدينة فيشي الماركة العالمية فيشي للكريمات والعطور والأدوية الطبية والتابعة للشركة الأم لوريال. وكذلك نفس المدينة تنتج حلوى فيشي التابعة لشركة كرافت.

وتنتج مياه فيشي سيليستان المغازية وتصدر في أوروبا.

من مصادر السياحة أيضا مهرجان فيشي للسكرابل الفرنسي الذي ينضم كل سنة في شهر مايو.

## الثقافة

### اللهجات المحلية
إلى جانب اللغة الفرنسية يتحدث في الإقليم عدة لهجات محلية مثل القسطانية وبوربوناز.

## معرض صور

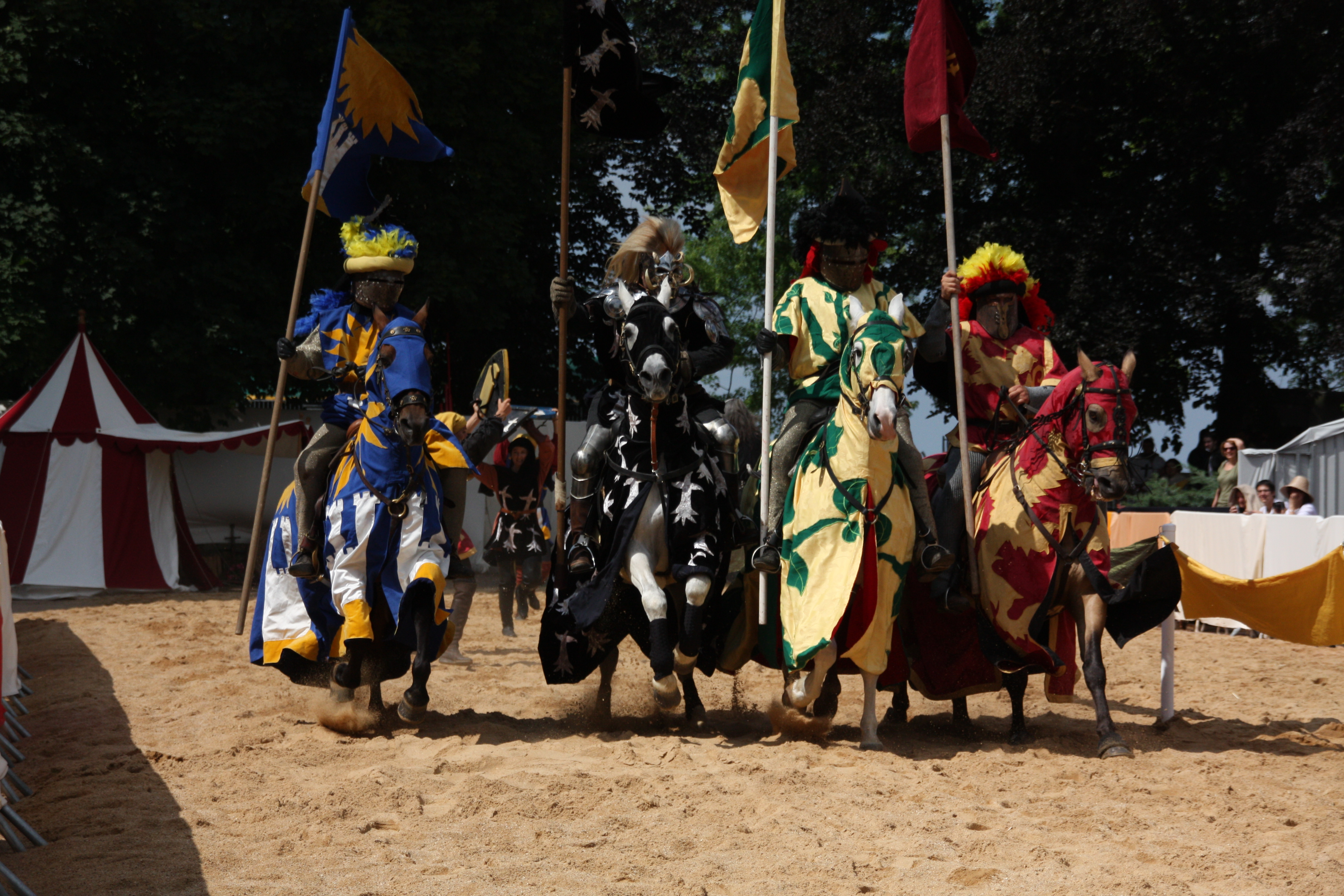
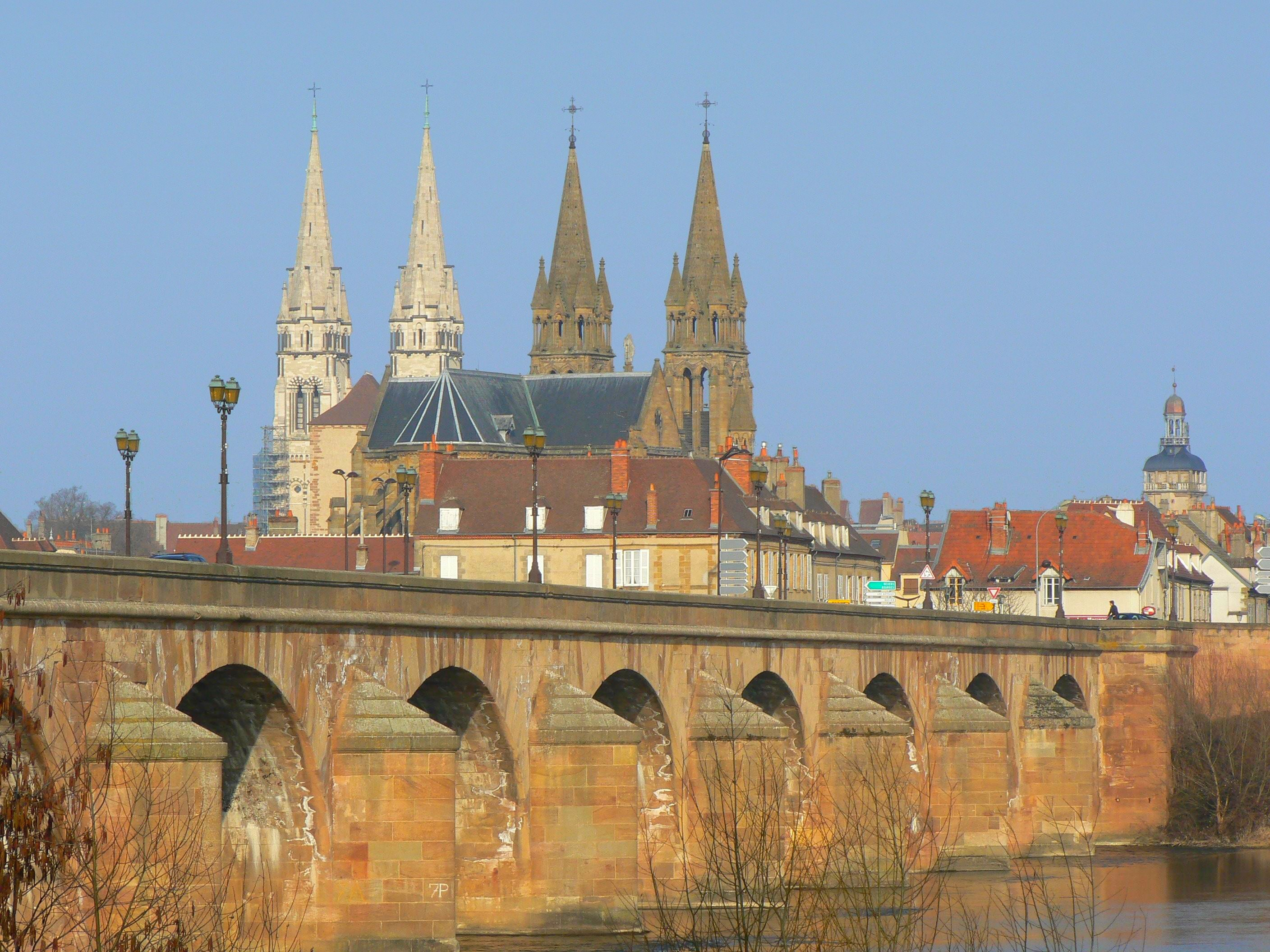
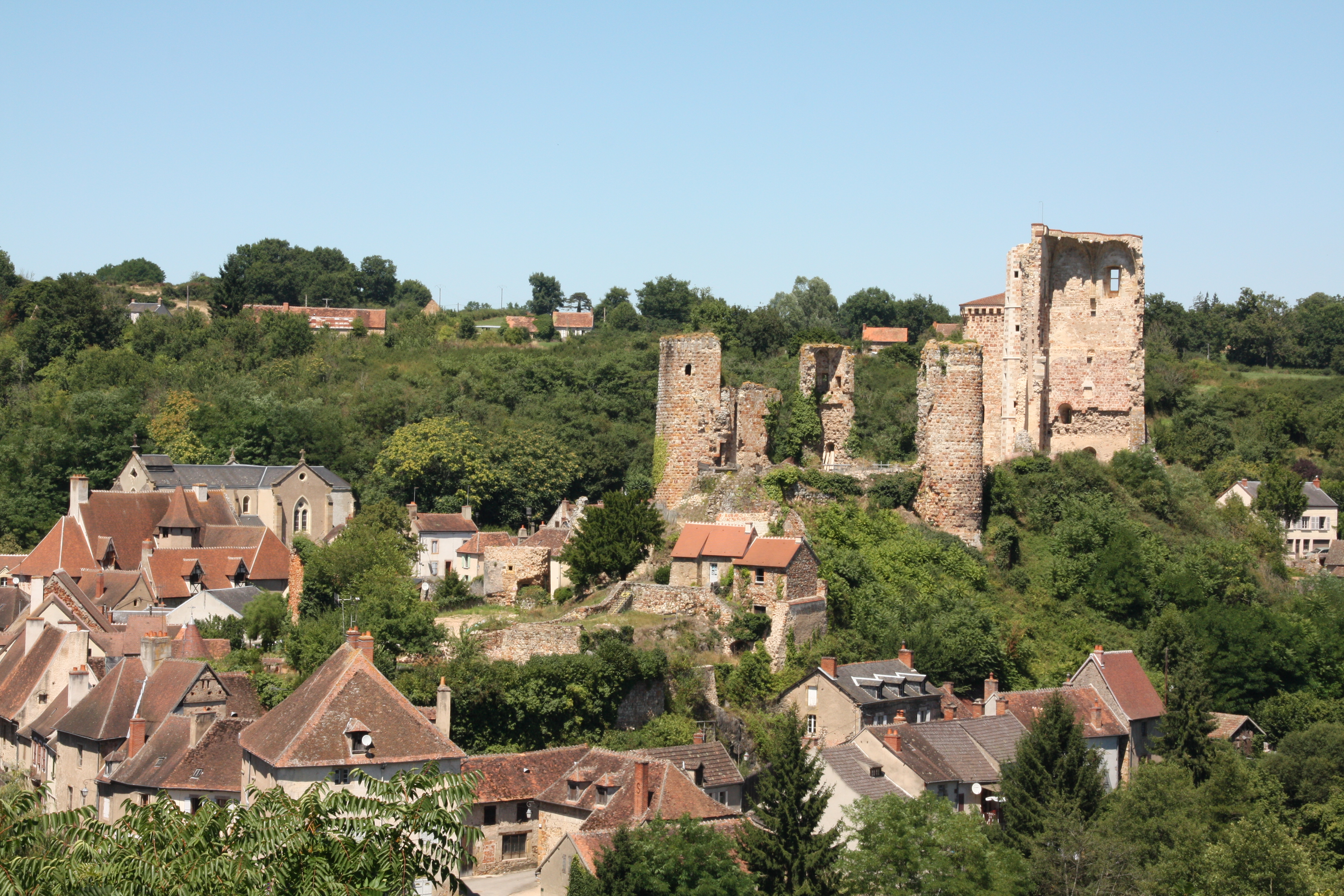
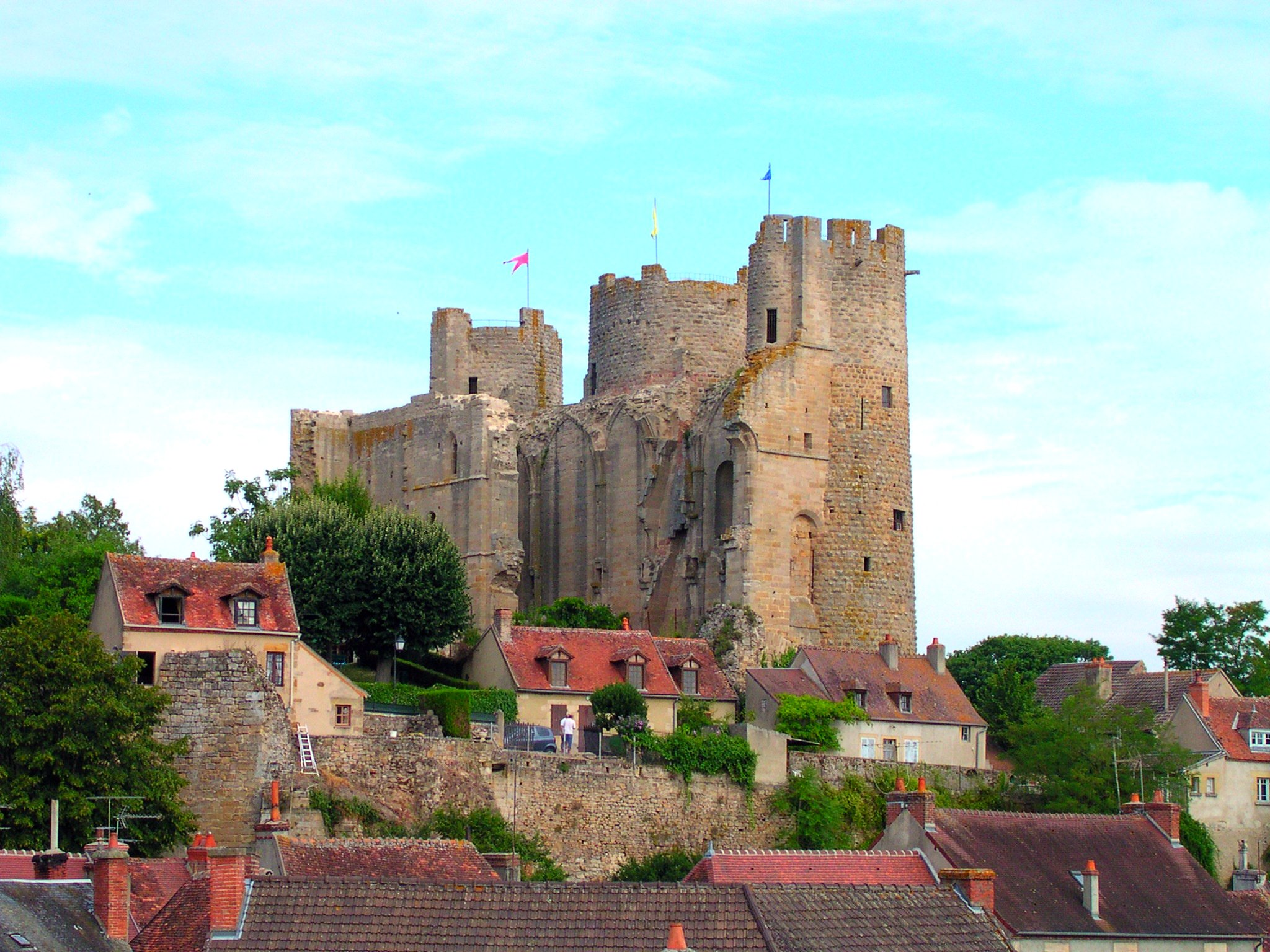

## مقالات ذات صلة
- أقاليم فرنسا.
- أليي (نهر).
- مجلس أليي العام (مجلس عام).

## روابط خارجية
- الموقع الرسمي لمجلس أليي العام.